# Empire Exhibition Trophy
L'Empire Exhibition Trophy (littéralement, Trophée de l'exposition impériale) est un tournoi amical de football disputé en 1938 à Glasgow en commémoration de l'Empire Exhibition.
Quatre équipes écossaises et quatre équipes anglaises s'affrontent, ce qui présente à cette époque un événement sportif rare étant donné qu'il n'existe pas encore de compétitions européennes. Le 10 juin 1938, le Celtic Football Club de Glasgow bat en finale les Anglais d'Everton un but à zéro, devant les 82 000 spectateurs réunis à Ibrox Park. 